# Kąty (powiat łaski)
Kąty – wieś w Polsce, położona w województwie łódzkim, w powiecie łaskim, w gminie Widawa.
| SIMC    | Nazwa | Rodzaj    |
| ------- | ----- | --------- |
| 0717399 | Bugaj | część wsi |

W latach 1975–1998 miejscowość należała administracyjnie do województwa sieradzkiego.
Według danych ze Spisu powszechnego z 30 września 1921 r. wieś liczyła 197 mieszkańców, w tym 97 mężczyzn i 100 kobiet. Zamieszkiwali oni w 31 budynkach. W tej liczbie wyznania rzymskokatolickiego było 197 osób, narodowość polską podało także 197 mieszkańców Kątów.